# Alessio Scaggiante
Alessio Scaggiante (Treviso, 18 dicembre 1997) è un damista italiano, maestro internazionale, sei volte campione italiano di  dama internazionale (2016, 2020, 2022, 2023, 2024, 2025) e tre volte campione italiano di  dama italiana (2020, 2021 e 2024).

## Biografia
Originario di Casale sul Sile, ha iniziato a giocare a dama all’età di 10 anni.
A soli 14 anni, il 1° Maggio 2012, ottiene il titolo di Maestro di dama italiana in seguito alla vittoria del secondo gruppo (Elite) al 30° Torneo della città di Pordenone
Nel 2020 succede a Marino Saletnik (1969) e Michele Borghetti (2004, 2005) come il terzo giocatore italiano a vincere nello stesso anno i campionati assoluti sia di dama italiana che di dama internazionale. Si ripeterà nel 2024 diventando il secondo giocatore a riuscirci due volte.
Con 19° posto al Campionato Europeo di Dama Internazionale del 2022, svolto a Kortrijk, in Belgio, si aggiudica la norma mancante per conquistare la qualifica di Maestro Internazionale, diventando il quarto italiano della storia ad ottenere un titolo internazionale, 23 anni dopo l'ultima volta.
Dal 2019 occupa stabilmente il primato nel ranking italiano di dama italiana e dama internazionale. A livello mondiale, il suo best ranking nella specialità a 100 caselle è il 59° posto, raggiunto il 1° Ottobre 2024.

Attualmente possiede il record di imbattibilità di partite (203) giocate in tornei e campionati senza subire sconfitte, migliorando il suo precedente record, dopo averlo strappato precedentemente a Borghetti (158). 

## Carriera
La carriera agonista a livello nazionale ed internazionale di Alessio inizia nel 2011, a 13 anni. Compete e trionfa in numerosi tornei giovanili e nel 2016 si consacra tra i grandi vincendo il suo primo titolo assoluto. 
2011
- Vince il suo primo Campionato italiano giovanile di dama internazionale

2012
- Si aggiudica per la seconda volta il Campionato italiano giovanile di dama internazionale
- Vince per la prima volta il Campionato italiano giovanile blitz di dama internazionale

2013
- Conquista per la terza volta il Campionato italiano giovanile di dama internazionale

2014
- Vince per la quarta volta il Campionato italiano giovanile di dama internazionale
- Ottiene il secondo titolo nel Campionato italiano giovanile blitz di dama internazionale

2015
- Si impone per la quinta volta nel Campionato italiano giovanile di dama internazionale
- Vince il suo terzo Campionato italiano giovanile blitz di dama internazionale
- L'11 settembre 2016, a Gardigiano, vince e diventa numero 1 nel ranking di Dama Italiana

2016
- Per la prima volta in carriera diventa campione italiano assoluto di dama internazionale
- Conquista per la sesta volta il Campionato italiano giovanile di dama internazionale
- Trionfa nel Torneo ad inviti di Livorno nella specialità di dama italiana

2017
- Vince per la settima volta il Campionato italiano giovanile di dama internazionale
- Ottiene il quarto titolo nel Campionato italiano giovanile blitz di dama internazionale
- Vince il Campionato italiano a squadre di dama italiana con Savona

2018
- Conquista per l’ottava e ultima volta il Campionato italiano giovanile di dama internazionale
- Vince il quinto titolo nel Campionato italiano giovanile blitz di dama internazionale
- Il 3 giugno, con l'aggiornamento della classifica Elo-Rubele italiana diventa per la prima volta numero 1 nel ranking nazionale di Dama Internazionale

2019
- Vince il Campionato europeo under 26 di dama internazionale

- Si aggiudica per la prima volta il Campionato italiano assoluto rapid di dama internazionale

- Conquista per la prima volta il Campionato italiano assoluto blitz di dama internazionale

- Vince il Campionato italiano a squadre di dama italiana con Treviso

2020
- Vince per la seconda volta il Campionato italiano assoluto di dama internazionale

- Conquista per la prima volta il Campionato italiano assoluto di dama italiana

- Vince il Campionato italiano a squadre di dama italiana con Lecce

- Si impone per la seconda volta nel Campionato italiano assoluto rapid di dama internazionale

- Vince per la seconda volta il Campionato italiano assoluto blitz di dama internazionale

2021
- Si aggiudica per la seconda volta il Campionato italiano assoluto di dama italiana

- Vince il Campionato italiano a squadre di dama italiana con Damasport Roncade

- Conquista per la terza volta il Campionato italiano assoluto rapid di dama internazionale

- Si aggiudica per la terza volta il Campionato italiano assoluto blitz di dama internazionale

2022
- Diventa il quarto italiano Maestro Internazionale di dama internazionale

- Vince per la terza volta il Campionato italiano assoluto di dama internazionale

- Conquista il Campionato Europeo under 27 Rapid di dama internazionale

- Vince per la quarta volta il Campionato italiano assoluto blitz di dama internazionale

2023
- Si impone per la quarta volta nel Campionato italiano assoluto di dama internazionale a Chianciano Terme

- Conquista per la quinta volta il Campionato italiano assoluto blitz di dama internazionale

2024
- A giugno, si piazza 11° all'europeo giocato in casa a Chianciano

- A Chianciano Terme conquista per la quinta volta il Campionato italiano assoluto di dama internazionale

- Si impone per la sesta volta nel Campionato italiano assoluto blitz di dama internazionale

- A novembre, vince a Palermo per la terza volta il Campionato italiano assoluto di dama italiana

2025
- Prende parte al mondiale di dama internazionale di Youndè a giugno [7]

- Conquista per la quarta volta il Campionato italiano assoluto rapid di dama internazionale

- Vince per la settima volta il Campionato italiano assoluto blitz di dama internazionale

- Il 13 Luglio diventa sei volte campione italiano di dama internazionale, ripetendosi a Chianciano per il quarto anno di fila